# Арпа-Сай
Арпа-Сай (кирг. Арпа-Сай) — село в Кадамжайском районе Баткенской области Кыргызстана. Входит в состав айылного аймака Майдан.

## География
Село расположено в восточной части области, на берегах канала имени XVII Партсъезда, вблизи государственной границы с Узбекистаном, на расстоянии приблизительно 21 километра (по прямой) к северо-востоку от города Кадамжай, административного центра района. Абсолютная высота — 898 метров над уровнем моря.

## Население
Согласно оценочным данным Национального статистического комитета Кыргызской Республики, численность населения села на начало 2023 года составляла 1493 человека.
| год     | 2009 | 2014 | 2015 | 2020 | 2021 | 2023 |
| ------- | ---- | ---- | ---- | ---- | ---- | ---- |
| человек | 894  | 1107 | 1107 | 1387 | 1411 | 1493 |